# Bükkaranyos
Bükkaranyos is een plaats (község) en gemeente in het Hongaarse comitaat Borsod-Abaúj-Zemplén. Bükkaranyos telt 1445 inwoners (2001).